# Oggiona con Santo Stefano
Oggiona con Santo Stefano – miejscowość i gmina we Włoszech, w regionie Lombardia, w prowincji Varese.
Według danych na rok 2004 gminę zamieszkiwało 4276 osób, 2138 os./km².